# Tar Co
Tar Co (kinesiska: Tari Cuo, 它日错) är en sjö i Kina. Den ligger i den autonoma regionen Tibet, i den sydvästra delen av landet, omkring 560 kilometer väster om regionhuvudstaden Lhasa. Trakten runt Tar Co består i huvudsak av gräsmarker.
Genomsnittlig årsnederbörd är 537 millimeter. Den regnigaste månaden är juli, med i genomsnitt 133 mm nederbörd, och den torraste är december, med 10 mm nederbörd.